# Possenmühle
Possenmühle ist ein Gemeindeteil der Gemeinde Steinsfeld im Landkreis Ansbach (Mittelfranken, Bayern). Possenmühle liegt in der Gemarkung Bettwar.

## Geografie
Die Einöde liegt an der Tauber. Die Staatsstraße 2268 führt nach Bettwar (0,7 km südlich) bzw. nach Tauberscheckenbach (2 km nördlich).

## Geschichte
Mit dem Gemeindeedikt (frühes 19. Jahrhundert) wurde die Possenmühle dem Steuerdistrikt und der Ruralgemeinde Bettwar zugeordnet. Im Zuge der Gebietsreform in Bayern wurde diese am 1. Juli 1971 nach Gattenhofen eingemeindet, das am 1. Mai 1978 nach Steinsfeld eingemeindet wurde.

### Baudenkmal
- Haus Nr. 33: Possenmühle; Wohnhaus, zweigeschossiger Massivbau, bezeichnet 1929, mit angebautem dreigeschossigem Fabrikationsbau, Fachwerk verputzt, neun zu drei Achsen, bezeichnet „1840“; Scheune, massiver Mansardsatteldachbau, bezeichnet „1873“; Hoftor.[6]

### Einwohnerentwicklung
| Jahr      | 001818 | 001840 | 001861 | 001871 | 001885 | 001900 | 001925 | 001950 | 001961 | 001970 | 001987 | 002009 | 002015 | 002023 |
| Einwohner | 12     | 9      | 10     | 16     | 12     | *      | *      | *      | *      | 4      | 2      | 2      | 3      | 3      |
| Häuser    | 1      | 1      |        |        | 1      | *      | *      | *      | *      |        | 1      |        |        |        |
| Quelle    | [ 8 ]  | [ 9 ]  | [ 10 ] | [ 11 ] | [ 12 ] | [ 13 ] | [ 14 ] | [ 15 ] | [ 16 ] | [ 17 ] | [ 18 ] | [ 19 ] |        | [ 1 ]  |

## Religion
Der Ort ist seit der Reformation evangelisch-lutherisch geprägt und bis heute nach St. Georg (Bettwar) gepfarrt. Die Einwohner römisch-katholischer Konfession sind nach St. Johannis (Rothenburg ob der Tauber) gepfarrt.